# Jüdischer Friedhof (Neuhaus)
Der Jüdische Friedhof Neuhaus ist ein Friedhof im Ortsteil Neuhaus der Gemeinde Amt Neuhaus im niedersächsischen Landkreis Lüneburg. Er befindet sich als jüdischer Friedhofsteil auf dem christlichen Friedhof. Es sind keine Grabsteine mehr vorhanden.
In den 1950er Jahren wurde auf dem jüdischen Friedhofsteil durch DDR-Behörden ein Feuerwehrhaus errichtet.